# Joseph Howard
Joseph Howard (ur. 1862 w Valletcie, zm. 20 maja 1925 tamże) – maltański polityk. Pierwszy premier Malty (wówczas kolonia brytyjska) od 26 października 1921 do 13 października 1923. Członek Maltańskiej Unii Popularnej (UPM).